# 사장돌 마트
《사장돌 마트》 대한민국의 티빙 오리지널 드라마이다.

## 기획 의도
뜻밖의 사고로 해체된 아이돌의 마트 장사 도전기를 그린 청춘 코믹드라마

## 제작진

### 제작사
- 더그레이트쇼
- MODT Studio
- 포니캐년

### 연출
- 이유연 : ( 웹드라마 《일진에게 찍혔을 때》, 웹드라마 《새빛남고 학생회》(연출) 등 연출 )

### 극본
- 장정원 : ( 카카오 TV 오리지널 드라마 《다시, 플라이》(집필) )

## 등장 인물
- (†) 표시는 드라마 상에서 최종적으로 사망한 인물이다.

### 주요 인물
썬더보이즈
- 이신영 : 최호랑 역
- 시우민 : 신태호 역
- 채형원 : 조이준 역
- 최원명 : 은영민 역
- 이세온 : 윤상우 역
- 박창훈 : 송현이 역 (†) (1회, 4회)

보람 마트
- 최정운 : 오예림 역

### 주변 인물
- 김샤나 : 지나 역
- 이상진 : 이지욱 역
- 송영재 : 박 사장 역
- 최종윤 : 윤민수 역